# Diócesis de Nardò-Gallipoli
La diócesis de Nardò-Gallipoli (en latín: Dioecesis Neritonensis-Gallipolitana y en italiano: Diocesi di Nardò-Gallipoli) es una circunscripción eclesiástica de la Iglesia católica en Italia. Se trata de una diócesis latina, sufragánea de la arquidiócesis de Lecce. Desde el 16 de julio de 2013 su obispo es Fernando Filograna.

## Territorio y organización

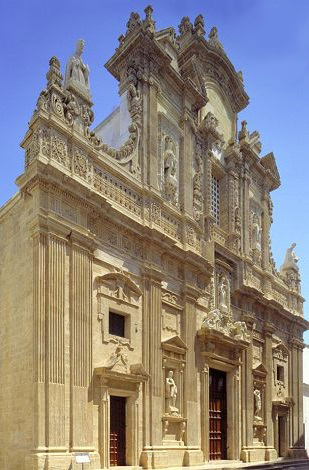
Concatedral basílica de Santa Águeda, en Gallipoli

La diócesis tiene 587 km² y extiende su jurisdicción sobre los fieles católicos de rito latino residentes en 18 comunas de la provincia de Lecce en la región de Apulia: Porto Cesareo, Copertino, Nardò, Galatone, Seclì, Aradeo, Neviano, Tuglie, Gallipoli, Sannicola, Alezio, Parabita, Matino, Casarano, Taviano, Melissano, Racale y Alliste.

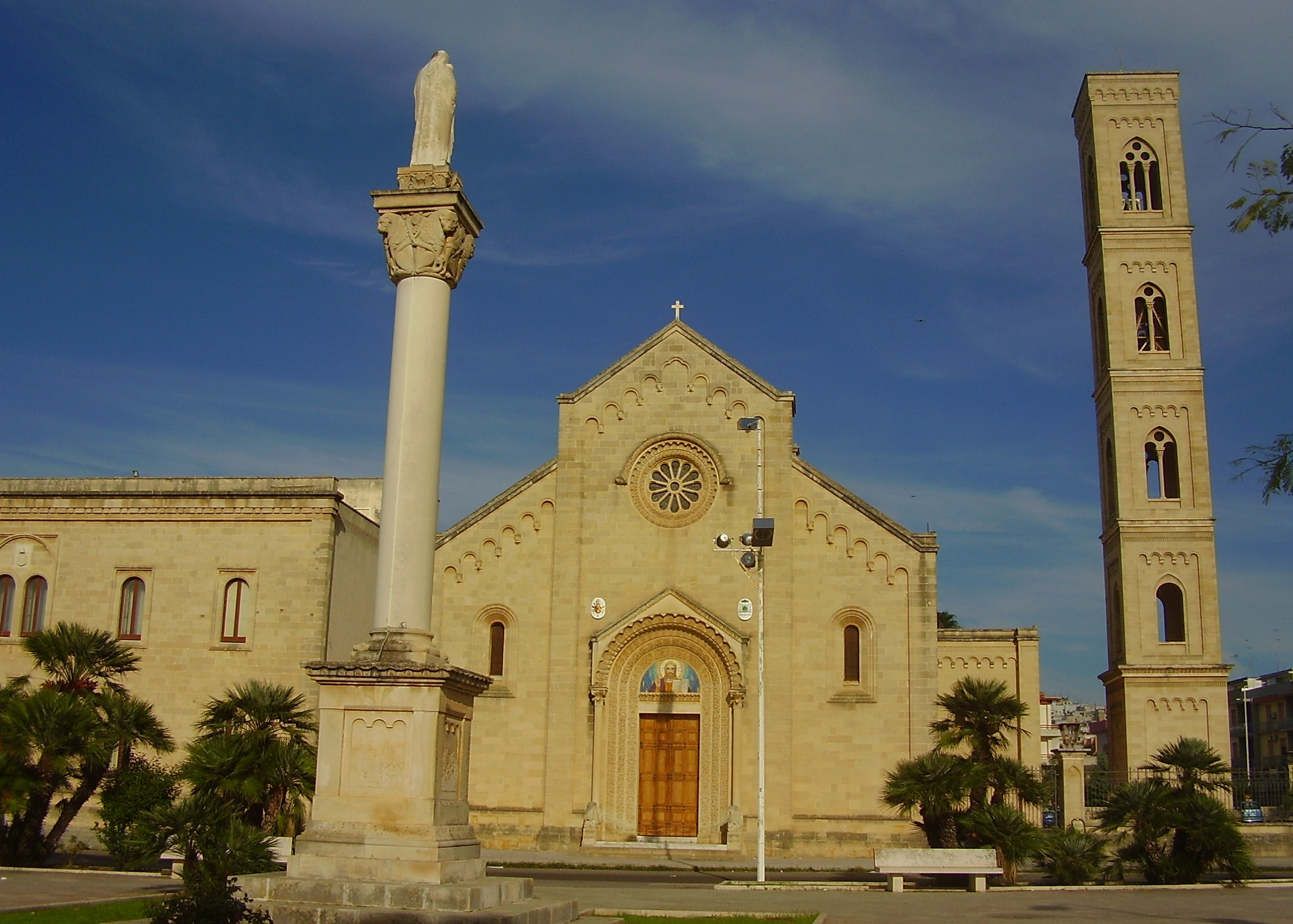
Basílica de Santa María de la Cultura, en Parabita

La sede de la diócesis se encuentra en la ciudad de Nardò, en donde se halla la Catedral basílica de la Asunción de María. En Gallipoli se encuentra la Concatedral basílica de Santa Águeda y en Parabita la basílica santuario de Santa María de la Cultura.

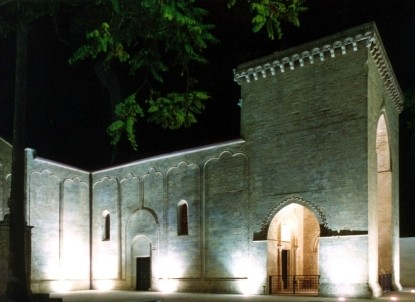
Santuario de Santa Maria della Lizza, en Alezio

En 2021 en la diócesis existían 66 parroquias agrupadas en 6 zonas pastorales o foranías: Beata Vergine Maria della Coltura, Sant'Agata, Santa Maria, Madre della Chiesa, San Giuseppe da Copertino, San Gregorio Armeno y Santissimo Crocifisso.

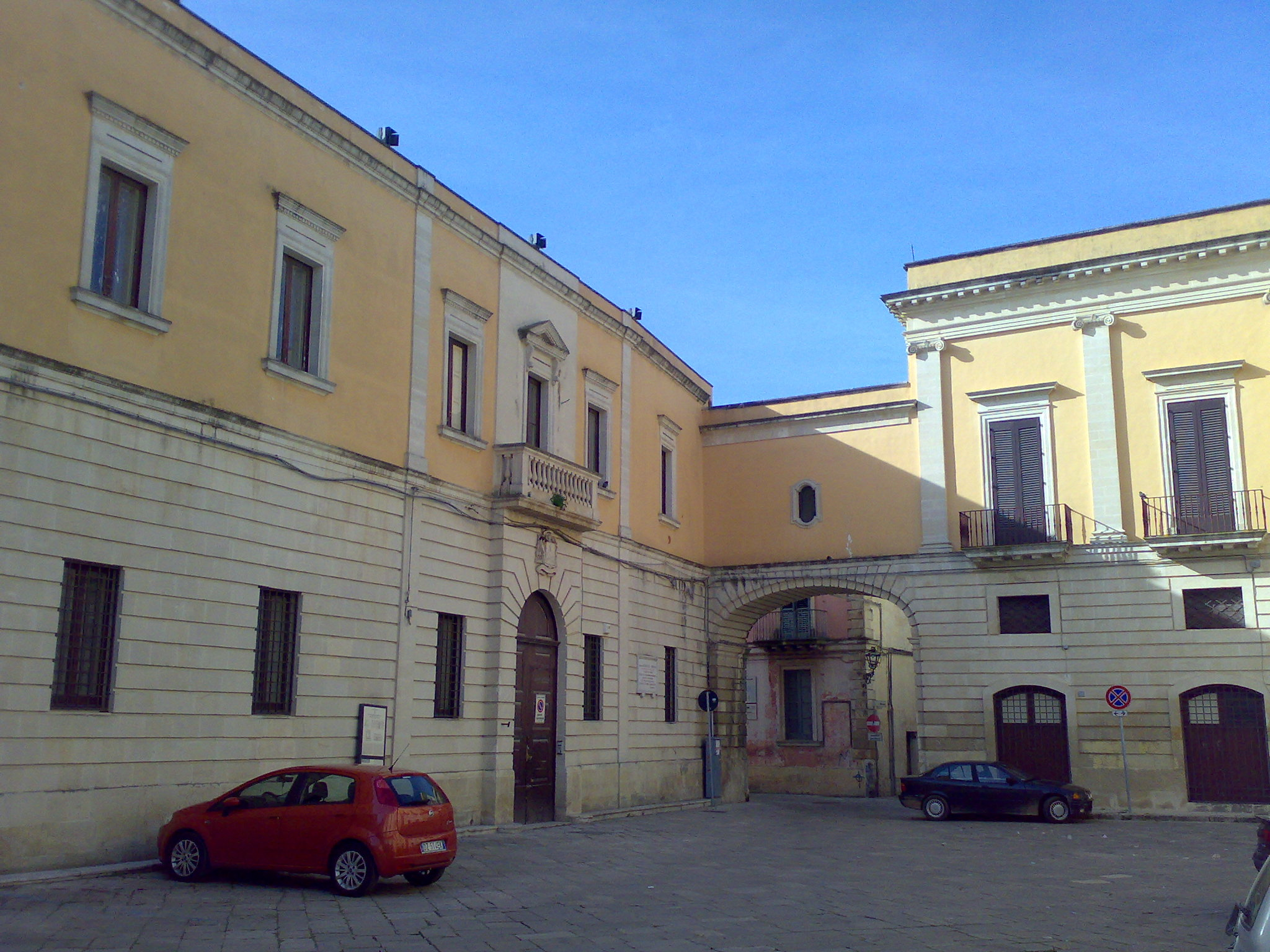
Palacio del viejo seminario, en Nardò

En la diócesis existen los siguientes santuarios:
- Santa Maria dell'Alizza, en Alezio;
- Santissimo Crocifisso della Pietà, en Galatone;
- Santa Maria della Grazia, en Galatone;
- Maria Santissima del Canneto, en Gallipoli;
- Beata Vergine Maria Addolorata, en Matino;
- Beata Vergine Maria Addolorata, en Taviano.

## Historia

### Diócesis de Gallipoli
Los orígenes de la diócesis de Gallipoli son inciertos. Según la "tradición petrina", la ciudad de Gallipoli fue adornada, desde los primeros tiempos del cristianismo, con la silla episcopal por el mismo apóstol Pedro quien, pasando por Gallipoli en su viaje a Roma, después de haber fundado la diócesis, dejó la joven Iglesia a su discípulo san Pancracio, quien luego se trasladó a Sicilia, sufriendo el martirio en Taormina. Como escribe Nicola Maria Cataldi, Pedro habría llegado a Italia desembarcando en el puerto de Gallipoli con los discípulos y fieles procedentes de Antioquía, en el año 42 o 43 bajo el reinado de Claudio. Como testimonio del paso del apóstol, en el territorio diocesano se construyó la iglesia de San Pietro dei Samari, donde se cree que san Pedro bautizó a los primeros fieles. Otro edificio religioso fue San Pietro "cucurizzutu" (por la forma piramidal de la cúpula), registrado en la visita pastoral de Pellegrino Cibo (1536-1540). En la cercana Alezio existía en el siglo XVI una capilla dedicada al primer obispo, que estaba flanqueada por un pozo cuyas aguas eran veneradas como milagrosas y prodigiosas, porque Pancracio había bautizado a los fieles convertidos a la nueva religión. En los cuatro lados del pozo se podía leer la siguiente inscripción: PCAD (Pancratio Callipolitano Antistiti Dicatum = Dedicado a Pancracio, primer obispo de Gallipoli). El obispo Vincenzo Capece (1596-1620) quiso inmortalizar esta tradición encargando una obra a Gian Domenico Catalano (hoy en la sacristía del santuario de Lizza en Alezio).
No existen fuentes historiográficas que atestiguan el nombre del papa que elevó Gallipoli a la categoría de sede episcopal; Ferdinando Ughelli, un agudo historiador del origen de las sedes episcopales, escribió en el volumen IX de su obra mayor Italia Sacra que vetustissimus Callipolitanus Episcopatus est Es cierto, sin embargo, que la diócesis de Gallipoli es anterior a la época del papa Gregorio I. El primer obispo atestiguado históricamente, ampliamente compartido por los historiadores, es Domenico, quien firmó un decreto del papa Vigilio en 551 contra Teodoro, arzobispo monofisita de Cesarea.
El académico e historiador Giorgio Otranto, en su obra Italia meridionale e Puglia paleocristiane: saggi storici, afirma que la diócesis se remonta a principios del siglo V o finales del IV. Es seguro que Gallipoli, hacia finales del siglo VI, era sede episcopal latina.
Hasta el siglo VIII fue una diócesis inmediatamente sujeta a la Santa Sede. Posteriormente desde el siglo VIII al XI las diócesis de Salento gravitaron dentro de la órbita del patriarcado de Constantinopla, hasta la conquista normanda de la región. En época bizantina, Gallipoli era sufragánea de la arquidiócesis de Santa Severina, como atestigua la Notitia Episcopatuum atribuida al emperador bizantino León VI (886-912) y datable a principios del siglo X.
En un tiempo comprendía numerosos territorios como Nardò, Copertino, Galatone, Seclì, Noha, Neviano, Tuglie, Parabita, Alliste, Felline, Taviano y Casarano. Para confirmar la hipótesis de que Nardò formaba parte de ella, existe un breve documento enviado por Clemente VI a Aviñón en 1348.
El capítulo de canónigos de la catedral de Gallipoli elegía a los obispos hasta el siglo XIV, pero surgieron numerosos problemas entre los electores y los elegidos. Clemente V fue el primer pontífice romano que proveyó la elección de los obispos de Gallipoli.
Tras los cambios políticos en Salento, inmediatamente después del Sínodo de Melfi en 1067, Gallipoli se convirtió en sufragánea de la arquidiócesis de Otranto. El rito latino se estableció en la diócesis sólo gradualmente: todavía en el siglo XVI la catedral era oficiada por sacerdotes de rito bizantino.
El rito greco-bizantino se mantuvo hasta 1513 debido a la presencia de los monjes basilios que se refugiaron en Gallipoli para huir de las persecuciones iconoclastas. En memoria de esta antigua tradición del rito griego observada en la diócesis, durante los solemnes pontificales de santa Águeda presididos por el obispo, el Evangelio es proclamado en griego por el canónigo del cabildo catedralicio. La diócesis de Gallipoli, con la llegada de los normandos, como atestigua un documento de 1172, tuvo que ceder la mayor parte de su territorio a la cercana abadía de Sancta Maria de Nerito.
La diócesis produjo muchos obispos, entre ellos: Filippo Gorgoni (obispo de Ugento), Antonio Camaldari (obispo de Montepeloso), Fra Ludovico Bevilacqua (obispo de Catellammare), Fra Domenico Stradiotti (obispo de Castro), Giovanni Carlo Coppola (abad y obispo de Muro Lucano), el abad Ercole Coppola (obispo de Nicotera), Guglielmo Camaldari (arzobispo de Rossano) y Filippo D'Aprile (obispo de Teano y más tarde transferido a la sede de Melfi y Rapolla). Es cierto que la diócesis de Gallipoli generó importantes y notorias personalidades religiosas: algunos obispos fueron elevados a la dignidad cardenalicia, como Corrado di Sabina, el cardenal camarlengo Francesco Armellini Pantalassi de' Medici y Andrea della Valle; Alessio Zelodano fue llamado por el papa Julio II como secretario oficial, siendo reconocida su excelente preparación en el campo teológico y filosófico. El cardenal Vincenzo Orsini, arzobispo de Benevento y posteriormente elegido papa con el nombre de Benedicto XIII, fue comendatario de la abadía de San Mauro. Felipe V de España llamó a su corte al arzobispo de Gallipoli Antonio María Piscatori, nombrándolo predicatore della Corte, qualificatore della Sacra Inquisizione, Teologo ed esaminatore nell'apostolica Nunziatura del Regno di Spagna
El 47.º obispo de Gallipoli Gonzalo de Rueda, por su vida austera y loable, fue propuesto como modelo a todos los nuevos obispos por el papa Urbano VIII, quien afirmó con frecuencia: «Especulad en ese Santo Prelado de Gallipoli».
Según el profesor Antonio Barbino, estos obispos contribuyeron a hacer de la «antigua diócesis de Gallipoli una de las más importantes de Italia», además de ser una de las más antiguas.

### Diócesis de Nardò
Más joven es la diócesis de Nardò, ciudad elevada al rango de obispado en 1413. Sin embargo, en los últimos años se han propuesto algunas hipótesis audaces que remontarían la fundación de la diócesis al siglo VIII, es decir, dos siglos después del nacimiento de la diócesis de Galípoli. El historiador de Gallipoli Elio Pindinelli niega oficialmente esta hipótesis, atribuyendo su origen a un conocido falsificador de la época de la Ilustración, Pietro Polidori. Una publicación reciente saca a la luz la noticia de que la diócesis fue establecida gracias a los favores del antipapa Clemente VII en 1387. Es probable que Nardò fuera ya una diócesis en los primeros siglos de la era cristiana. De hecho, existe una dudosa carta apostólica del papa Paulo I, fechada en 761 o 762, dirigida a la diócesis, para poner fin a la elección del ordinario. Este documento también preveía la creación de una comunidad de archimandritas basilianos, que habían sido víctimas de la persecución de Constantino V. A esta tradición se refiere también Girolamo De Franchis en la documentación de la visita pastoral de 1612, cuando cita algunas cartas apostólicas de los siglos V y VI conservadas en la arquidiócesis de Bríndisi. Las huellas del carácter griego de la diócesis neretina se encuentran, en lo que respecta al mobiliario sagrado, en las visitas pastorales del siglo XV.
Sin embargo, está documentada la erección de Nardò como sede de una abadía nullius benedictina a partir de 1090. Donaciones, legados, privilegios y concesiones a favor de los abades contribuyeron a la fisonomía territorial de la diócesis de Nardò. Sin embargo, la existencia de una diócesis antes de la petición de erección por parte de Giovanni De Epifanis al antipapa Juan XXIII parece históricamente incierta. El mismo De Epifanis se convirtió en el primer obispo de Nardò el 12 de enero de 1413. Sin embargo, ya durante el cisma de Aviñón Nardò tenía un obispo, el abad Matteo, nombrado por el antipapa Clemente VII el 28 de junio de 1387.
El 27 de febrero de 1674 fue erigido por el obispo Tommaso Brancaccio el seminario diocesano de Nardò, dedicado a san Felipe Neri, y estuvo situado, hasta 1964, junto al palacio episcopal. Los obispos Orazio Fortunato, Antonio Sanfelice, Carmine Fimiani, Luigi Vetta, Michele Mautone y Francesco Minerva contribuyeron a dar vitalidad y esplendor a esta institución. Mientras que la colocación de la primera piedra de la nueva sede, situada en via dell'Incoronata, tuvo lugar el 31 de mayo de 1960, bajo el episcopado de Corrado Ursi. Este complejo fue inaugurado el 7 de mayo de 1964 por su sucesor Antonio Rosario Mennonna. El edificio, por voluntad de Aldo Garzia, fue restaurado y reinaugurado el 8 de diciembre de 1993. El seminario también alberga el Instituto de Ciencias Religiosas. En el mismo edificio, por decisión del consejo presbiteral del 25 de octubre de 2011, se construirá la Casa del Clero Diocesano, equipada para acoger a sacerdotes ancianos o enfermos.

### Diócesis de Nardò-Gallipoli
Hasta el 20 de octubre de 1980, fecha de la erección de la provincia eclesiástica de la arquidiócesis de Lecce, la diócesis de Nardò estaba inmediatamente sujeta a la Santa Sede, mientras que la sede de Gallipoli era sufragánea de la arquidiócesis de Otranto.
El 30 de septiembre de 1983 Aldo Garzia, exobispo de Gallipoli y coadjutor de Antonio Rosario Mennonna, se convirtió en obispo de Nardò por sucesión, uniendo así in persona episcopi las dos diócesis.
El mismo obispo, el 20 de febrero de 1984, erigió el Centro Diocesano de Bienes Culturales, que incluye el Archivo Histórico y la Biblioteca "Antonio Sanfelice", fundada en 1721. Por la importancia de su patrimonio archivístico, el presidente de la región de Apulia, con decretos del 10 de mayo de 1984 y del 21 de mayo de 1985, consideró este centro "De Interés Histórico Local".
El 30 de septiembre de 1986, mediante el decreto Instantibus votis de la Congregación para los Obispos, las dos sedes de Nardò y Gallipoli fueron unidas con la fórmula plena unione y el nuevo distrito eclesiástico tomó el nombre de Nardò-Gallipoli. Hubo reacciones acaloradas de la comunidad de Gallipoli.
El 16 de julio de 1988 las parroquias de las aldeas de Collemeto, Noha y Santa Barbara en la comuna de Galatina fueron transferidas a la arquidiócesis de Otranto mediante el decreto Ad liberius de la Congregación para los Obispos.
El 12 de julio de 2004 se inauguró el Museo Diocesano de Gallipoli, situado en el antiguo seminario, construido en estilo barroco entre 1651 y 1660 por iniciativa de los obispos Serafino Brancone (Branconi) e Ignazio Savastano, con el objetivo de valorizar los innumerables hallazgos, más de 500, pertenecientes a la antigua diócesis de Gallipoli. Es decir: papel maché, bustos, cálices y obras pictóricas. De hecho, la diócesis, a pesar de ser una de las más pequeñas de la región, era una de las más ricas. El proyecto para la creación del museo fue de Aldo Garzia. La iniciativa fue continuada por sus sucesores Vittorio Fusco y Domenico Caliandro.

## Estadísticas
Según el Anuario Pontificio 2022 la diócesis tenía a fines de 2021 un total de 203 462 fieles bautizados.
| Año                                                                             | Población            | Población | Población      | Sacerdotes | Sacerdotes    | Sacerdotes    | Bautizados por sacerdote | Diáconos permanentes | Religiosos | Religiosos | Parroquias |
| Año                                                                             | Bautizados católicos | Total     | % de católicos | Total      | Clero secular | Clero regular | Bautizados por sacerdote | Diáconos permanentes | Varones    | Mujeres    | Parroquias |
| ------------------------------------------------------------------------------- | -------------------- | --------- | -------------- | ---------- | ------------- | ------------- | ------------------------ | -------------------- | ---------- | ---------- | ---------- |
| 1950                                                                            | 140 000              | 140 000   | 100.0          | 120        | 94            | 26            | 1166                     |                      | 34         | 119        | 26         |
| 1970                                                                            | 157 625              | 157 810   | 99.9           | 126        | 101           | 25            | 1250                     |                      | 25         | 136        | 40         |
| 1980                                                                            | 170 415              | 171 208   | 99.5           | 117        | 101           | 16            | 1456                     |                      | 21         | 127        | 44         |
| 1990                                                                            | 207 000              | 208 139   | 99.5           | 146        | 124           | 22            | 1417                     |                      | 27         | 155        | 72         |
| 1999                                                                            | 210 376              | 211 596   | 99.4           | 146        | 126           | 20            | 1440                     |                      | 23         | 116        | 72         |
| 2000                                                                            | 210 515              | 211 866   | 99.4           | 146        | 129           | 17            | 1441                     |                      | 19         | 108        | 72         |
| 2001                                                                            | 210 670              | 211 735   | 99.5           | 148        | 129           | 19            | 1423                     |                      | 22         | 110        | 72         |
| 2002                                                                            | 208 829              | 209 793   | 99.5           | 146        | 130           | 16            | 1430                     |                      | 18         | 109        | 73         |
| 2003                                                                            | 209 936              | 210 704   | 99.6           | 141        | 125           | 16            | 1488                     |                      | 21         | 109        | 73         |
| 2004                                                                            | 204 093              | 206 071   | 99.0           | 138        | 123           | 15            | 1478                     |                      | 18         | 109        | 72         |
| 2013                                                                            | 210 417              | 211 352   | 99.6           | 142        | 124           | 18            | 1481                     | 14                   | 24         | 110        | 66         |
| 2016                                                                            | 207 130              | 208 187   | 99.5           | 141        | 127           | 14            | 1469                     | 14                   | 21         | 89         | 66         |
| 2019                                                                            | 208 223              | 209 863   | 99.2           | 154        | 132           | 22            | 1352                     | 14                   | 26         | 101        | 66         |
| 2021                                                                            | 203 462              | 204 944   | 99.3           | 146        | 127           | 19            | 1393                     | 13                   | 26         | 91         | 66         |
| Fuente: Catholic-Hierarchy, que a su vez toma los datos del Anuario Pontificio. |                      |           |                |            |               |               |                          |                      |            |            |            |

## Episcopologio

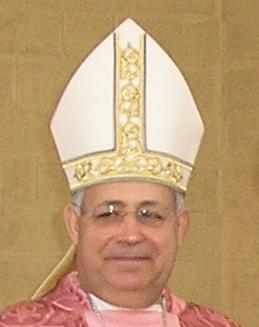
Domenico Caliandro, obispo de Nardò-Gallipoli (2000-2012)

### Abades de Nardò
- Giurdaimo † (?-1092)
- Everardo † (1092-1106)
- Tustaine (Tristano) † (1106-1122)
- Benedetto † (1122-1132)
- Baldarico † (1132-1149)
- Federico † (?-1170)
- Pagano † (1170-1191)
- Innocenzo † (1191-1210)
- Paolo † (1210-1226)
- Aymerico † (?-?)
- Loffredo † (1226-1256)
- Ruggero † (1254-1285)
- Desiderio † (1285-1297)
- Giovanni † (?-1307)
- Stefano † (1307-1324)
- Bartolomeo † (1324-1351)
- Azzolino De Nestore † (1351-1355)
- Pietro † (1355-1362)
- Guglielmo † (1362-1396)
- Antonio da Perugia † (?-1406)
- Desiderio † (1406-1412)
- Giovanni De Epifanis, O.S.B. † (1412-12 de enero de 1413 nombrado obispo de Nardò)

### Obispos de Nardò

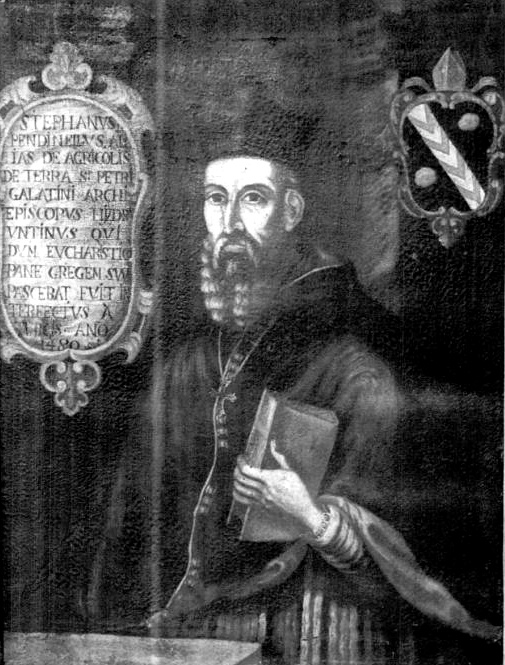
Stefano Argercolo Pendinelli, obispo de Nardò (1436-1451)

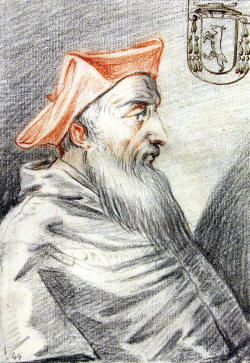
Giovanni Domenico De Cupis, obispo de Nardò (1532-1536)

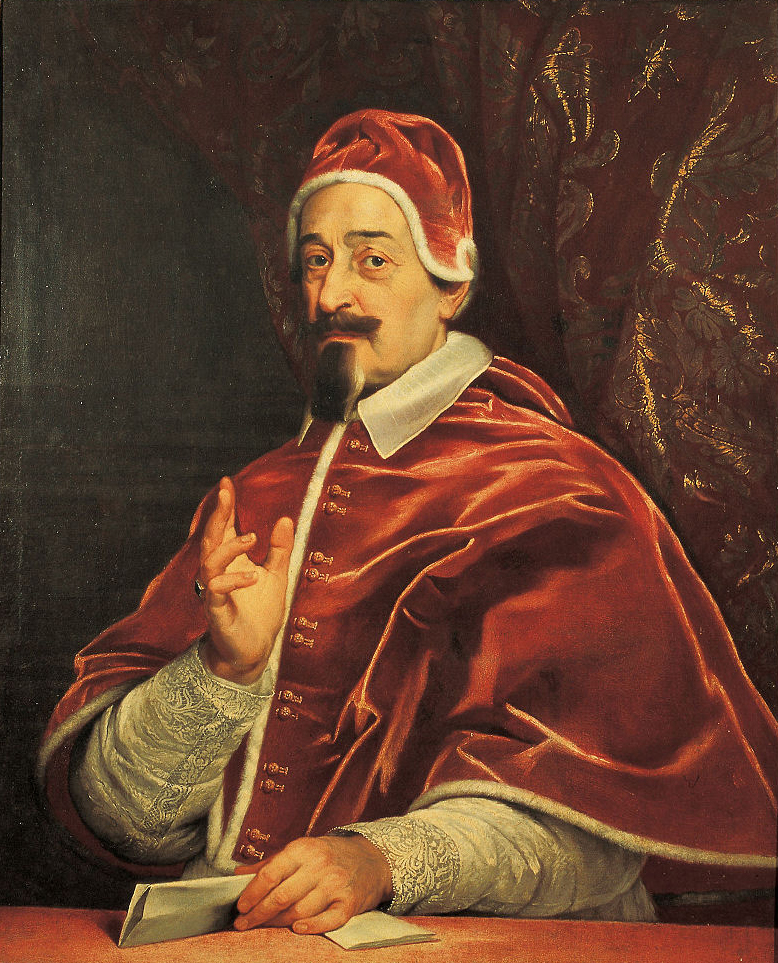
Papa Alejandro VII, nacido Fabio Chigi, obispo de Nardò (1635-1652)

- Giovanni De Epifanis, O.S.B. † (12 de enero de 1413-1423 renunció)
- Giovanni Barella, O.F.M. † (19 de febrero de 1423-diciembre de 1435 falleció)
- Stefano Argercolo Pendinelli † (8 de febrero de 1436-16 de junio de 1451 nombrado arzobispo de Otranto)
- Ludovico de Pennis † (16 de junio de 1451-enero de 1483 falleció)
- Ludovico Giustino † (31 de enero de 1483-1492 falleció)
- Gabriele Setario † (12 diciembre de 1491-27 de octubre de 1507 nombrado obispo de Avellino)
- Antonio De Caro † (27 de octubre de 1507-1517 falleció)
  - Luigi d'Aragona † (17 de junio de 1517-21 de enero de 1519 falleció) (administrador apostólico)
  - Marco Cornaro † (24 de enero de 1519-20 de febrero de 1521 renunció) (administrador apostólico)
  - Giacomo Antonio Acquaviva † (20 de febrero de 1521-1531 renunció) (obispo electo)
- Giovanni Domenico De Cupis † (15 de enero de 1532-22 de mayo 1536 renunció)
- Giovanni Battista Acquaviva † (22 de mayo 1536-1569 falleció)
- Ambrogio Salvio, O.P. † (26 de agosto de 1569-9 de febrero de 1577 falleció)
- Cesare Bovio † (15 de abril de 1577-17 de enero de 1583 falleció)
- Fabio Fornari † (9 de marzo de 1583-20 de febrero de 1596 falleció)
- Lelio Landi † (9 de septiembre de 1596-24 de noviembre de 1610 falleció)
- Luigi de Franchis, C.R. † (24 de enero de 1611-17 de julio de 1615 falleció)
- Girolamo de Franchis † (13 de noviembre de 1617-27 de noviembre de 1634 nombrado arzobispo de Capua)
- Fabio Chigi † (8 de enero de 1635-19 de febrero de 1652 renunció, sucesivamente electo papa con el nombre de Alejandro VII)
- Calanio della Ciaja † (1 de julio de 1652-diciembre de 1654 falleció)
- Girolamo de' Cori † (6 de marzo de 1656-17 de junio de 1669 nombrado obispo de Sovana)
- Tommaso Brancaccio † (19 de agosto de 1669-29 de abril de 1677 falleció)
- Orazio Fortunato † (10 de enero de 1678-23 de julio de 1707 falleció)
- Antonio Sanfelice † (28 de noviembre de 1707-1 de enero de 1736 falleció)
- Francesco Carafa † (11 de abril de 1736-1 de julio de 1754 falleció)
- Marco Aurelio Petruccelli † (16 diciembre de 1754-18 de noviembre de 1781 falleció)
  - Sede vacante (1781-1792)
- Carmine Fimiani † (27 de febrero de 1792-1800 falleció)
  - Sede vacante (1800-1819)
- Leopoldo Corigliano † (4 de junio de 1819-15 diciembre de 1824 renunció)
- Salvatore Lettieri † (27 de junio de 1825-6 de octubre de 1839 falleció)
- Angelo Filipponi † (27 de enero de 1842-16 de agosto de 1845 renunció)
- Ferdinando Girardi, C.M. † (21 diciembre de 1846-11 de septiembre de 1848 nombrado obispo de Sessa Aurunca)
- Luigi Vetta † (20 de abril de 1849-10 de febrero de 1873 falleció)
- Salvatore Nappi † (22 diciembre de 1873-23 de junio de 1876 renunció[nota 6])
- Michele Mautone † (18 diciembre de 1876-17 de febrero de 1888 falleció)
- Giuseppe Ricciardi † (1 de junio de 1888-18 de junio de 1908 falleció)
- Nicola Giannattasio † (30 de noviembre de 1908-24 de junio de 1926 renunció[nota 7])
- Gaetano Müller † (13 de agosto de 1927-7 de febrero de 1935 falleció)
- Nicola Colangelo † (16 diciembre de 1935-27 de junio de 1937 falleció)
- Gennaro Fenizia † (17 de agosto de 1938-21 de julio de 1948 nombrado obispo de Cava y Sarno)
- Francesco Minerva † (16 de septiembre de 1948-17 diciembre de 1950 nombrado obispo de Lecce)
- Corrado Ursi † (31 de julio de 1951-30 de noviembre de 1961 nombrado arzobispo de Acerenza)
- Antonio Rosario Mennonna † (22 de febrero de 1962-30 de septiembre de 1983 retirado)
- Aldo Garzia † (30 de septiembre de 1983 por sucesión-30 de septiembre de 1986 nombrado obispo de Nardò-Gallipoli)

### Obispos de Gallipoli
- Benedetto †[nota 8]
- Domenico † (mencionado en 551)

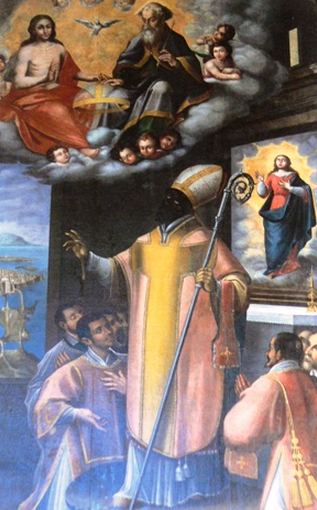
San Pancracio de Taormina, según la tradición fue el primer obispo de Gallipoli, iglesia de Santa Maria della Lizza (Gian Domenico Catalano)

- Giovanni I † (antes de 593-circa de noviembre de 595 falleció)
- Sabino o Sabiniano † (mencionado en 599)
- Giovanni II † (mencionado en 649)
- Mechisedech? † (mencionado en 787)[nota 9]
- Paolo I † (mencionado en 1081 circa)
- Baldrico † (mencionado en 1105)
- Teodoro † (1158-1173)
- Pietro Galeta † (?-1177)
  - Corrado di Wittelsbach † (mencionado en 1179) (administrador apostólico)
- Coconda? † (al tiempo del papa Celestino III)
- Anónimo † (mencionado en 1215)
- Pantoleone † (hacia 1247)[nota 10]
- Gregorio † (1271-1325 falleció)
  - Goffredo † (1325-1327) (obispo electo)
- Milezio, O.S.B.I. † (30 de octubre de 1329-1330)
- Paolo II, O.S.B.I. † (15 de octubre de 1331-?)
- Pietro † (mencionado en 1348)
- Domenico † (? falleció)
- Ugolino † (12 de octubre de 1379-? falleció)
- Giovanni de Nardò, O.F.M. † (1 de junio de 1383-24 de enero de 1396 nombrado obispo de Lacedonia)[nota 11]
- Guglielmo de Nardò, O.F.M. † (24 de enero de 1396-? falleció)
- Guglielmo De Fonte † (1412-1420)[nota 12]
- Angelo Corpo Santo, O.P. † (13 de agosto de 1421-? falleció)
- Donato da Bríndisi, O.F.M. † (4 de febrero de 1424-1443 falleció)
- Antonio de Neotero, O.F.M. † (20 de marzo de 1443-23 de julio de 1445 nombrado obispo de Mottola)
- Pietro † (30 de julio de 1445-? falleció)
- Antonio de Joannetto, O.F.M. † (8 de octubre de 1451-?)[nota 13]
- Ludovico Spinelli † (17 de abril de 1458-1487)[nota 14]
- Alfonso Spinelli † (?-1493 falleció)
- Francesco † (1494-?)
- Alessio Celadoni † (12 diciembre de 1494-7 de junio de 1508 nombrado obispo de Molfetta)
- Enrico d'Aragona † (6 de agosto de 1508-24 de agosto de 1509 falleció)
  - Francisco de Remolins † (9 de septiembre de 1513-5 de febrero de 1518 falleció) (administrador apostólico)
  - Andrea della Valle † (18 de febrero de 1518-17 de octubre de 1524 renunció) (administrador apostólico)
- Jerónimo Muñoz, O.S.B.I. † (17 de octubre de 1524-1529 renunció)
- Federico Petrucci † (27 de agosto de 1529-1536 renunció)
- Pellegrino Cibo de Turcilla † (4 de agosto de 1536-1540 falleció)
- Giovanni Francesco Cibo † (1540-1575 falleció)
- Alfonso Herrera, O.S.A. † (30 de julio de 1576-25 de febrero de 1585 nombrado obispo de Ariano)[nota 15]
- Sebastián Quintero Ortiz † (7 de febrero de 1586-1595 renunció)
- Vincenzo Capece, C.R. † (8 de enero de 1596-6 diciembre de 1620 falleció)
- Gonzalo de Rueda † (23 de mayo 1622-1651 falleció)
- Andrea Massa † (25 de septiembre de 1651-30 diciembre de 1654 o 30 de enero de 1655 falleció)
  - Andrea Martinez de Azevedo † (1655-1655 falleció) (obispo electo)
- Giovanni Montoja de Cardona † (9 de junio de 1659-9 de marzo de 1667 falleció)
- Antonio Geremia de Bufalo, O.F.M. † (14 de mayo 1668-25 de septiembre de 1677 falleció)
- Antonio Perez della Lastra † (6 de febrero de 1679-14 de enero de 1700 falleció)
- Oronzo Filomarini, C.R. † (28 de mayo 1700-5 de marzo de 1741 renunció)
- Antonio Maria Pescatori, O.F.M.Cap. † (6 de marzo de 1741-14 de enero de 1747 falleció)
- Serafino Brancone, O.S.B. † (10 de abril de 1747-27 de enero de 1759 falleció)
- Ignazio Savastano † (28 de mayo 1759-6 de septiembre de 1769 falleció)
- Agostino Gervasio, O.S.A. † (29 de enero de 1770-17 de noviembre de 1784 renunció)[nota 16]
  - Sede vacante (1784-1792)
- Giovanni Giuseppe Dalla Croce, O.A.D. † (27 de febrero de 1792-13 diciembre de 1820 falleció)
- Giuseppe Maria Botticelli † (19 de abril de 1822-23 de junio de 1828 nombrado obispo de Lacedonia)
- Francesco Antonio Visocchi † (2 de julio de 1832-20 de abril de 1833 falleció)
- Giuseppe Maria Giove, O.F.M. † (19 diciembre de 1834-24 de junio de 1848 falleció)
- Leonardo Moccia † (11 diciembre de 1848-17 de abril de 1852 falleció)
- Antonio La Scala † (27 de septiembre de 1852-27 de septiembre de 1858 nombrado obispo de San Severo)
- Valerio Laspro † (23 de marzo de 1860-6 de mayo 1872 nombrado obispo de Lecce)
- Aniceto Ferrante, C.O. † (21 de marzo de 1873-1878 renunció[nota 17])
- Gesualdo Nicola Loschirico, O.F.M.Cap. † (12 de mayo 1879-27 de febrero de 1880 nombrado arzobispo de Acerenza y Matera)
- Enrico Carfagnini, O.F.M. † (27 de febrero de 1880-24 de marzo de 1898 renunció[nota 18])
- Gaetano Müller † (20 de agosto de 1898-7 de febrero de 1935 falleció)
- Nicola Margiotta † (16 diciembre de 1935-25 de septiembre de 1953 nombrado arzobispo de Bríndisi)
- Biagio D'Agostino † (14 de mayo 1954-24 de febrero de 1956 nombrado obispo de Vallo della Lucania)
- Pasquale Quaremba † (20 de junio de 1956-15 de junio de 1982 retirado)
- Aldo Garzia † (15 de junio de 1982-30 de septiembre de 1986 nombrado obispo de Nardò-Gallipoli)

### Obispos de Nardò-Gallipoli
- Aldo Garzia † (30 de septiembre de 1986-17 diciembre de 1994 falleció)
- Vittorio Fusco † (12 de septiembre de 1995-11 de julio de 1999 falleció)
- Domenico Caliandro (13 de mayo 2000-20 de octubre de 2012 nombrado arzobispo de Bríndisi-Ostuni)
- Fernando Filograna, desde el 16 de julio de 2013

### Para la sede de Nardò
- (en italiano) Annuario della Chiesa Neretina, 1986
- (en italiano) Giuseppe Gabrieli, Bibliografia di Puglia, parte II, pp. 180-181
- (en latín) Pius Bonifacius Gams, Series episcoporum Ecclesiae Catholicae, Leipzig, 1931, pp. 902-903
- (en latín) Konrad Eubel, Hierarchia Catholica Medii Aevi, vol. 1, p. 363; vol. 2, p. 202; vol. 3, p. 256; vol. 4, p. 257; vol. 5, p. 286; vol. 6, p. 307

### Para la sede de Gallipoli
- (en italiano) Giuseppe Cappelletti, Le Chiese d'Italia dalla loro origine sino ai nostri giorni, Venecia, 1870, vol. XXI, pp. 327-331
- (en italiano) Vincenzio d'Avino, Cenni storici sulle chiese arcivescovili, vescovili e prelatizie (nullius) del Regno delle Due Sicilie, Nápoles, 1848, pp. 241-260
- (en italiano) Francesco Lanzoni, Le diocesi d'Italia dalle origini al principio del secolo VII (an. 604), vol. I, Faenza, 1927, p. 317
- (en italiano) Giuseppe Gabrieli, Bibliografia di Puglia, parte II, pp. 292-293
- (en latín) Pius Bonifacius Gams, Series episcoporum Ecclesiae Catholicae, Leipzig, 1931, p. 882
- (en latín) Konrad Eubel, Hierarchia Catholica Medii Aevi, vol. 1, p. 259; vol. 2, p. XXV y 157; vol. 3, p. 201; vol. 4, p. 192; vol. 5, p. 208; vol. 6, pp. 222-223
- (en inglés) Ficha de la diócesis de Gallipoli en www.catholic-hierarchy.org